# Isaac Levitan
Isaac Ilici Levitan (n. 18/30 august 1860, Kybartai, Polonia Congresului, Imperiul Rus – d. 22 iulie/4 august 1900, Moscova, Imperiul Rus) a fost un important pictor peisagist clasic rus care a avansat genul „peisajului stării de spirit”.
Opera lui Levitan a fost un răspuns profund la farmecul liric al peisajului rus. Levitan nu a pictat peisaje urbane; cu excepția Vederii Mănăstirii Simonov (unde, nu se știe), menționată de Nesterov, orașul Moscova apare doar în pictura „Iluminarea Kremlinului”. La sfârșitul anilor 1870 a lucrat adesea în vecinătatea Moscovei și a creat varianta specială a „peisajului stării de spirit”, în care forma și starea naturii sunt spiritualizate și devin purtători de condiții ale sufletului uman (Ziua Toamnei Sokolniki, 1879). În timpul muncii la Ostankino, a pictat fragmente din casa și parcul conacului, dar îi plăceau cel mai mult locurile poetice din pădure sau peisajul modest. Caracteristica operei sale este o reverie agitată și aproape melancolică în mijlocul peisajelor pastorale, în mare parte lipsite de prezența umană. Exemple fine ale acestor calități includ The Vladimirka Road, (1892), Evening Bells, (1892) și Eternal Rest, (1894), toate în Galeria Tretiakov. Deși lucrarea sa târzie arăta familiaritatea cu impresionismul, paleta sa era în general dezactivată, iar tendințele sale erau mai naturaliste și poetice decât optice sau științifice.
Mestecenii, care cresc liber în centrul Rusiei, au fost un motiv obișnuit în opera lui Levitan, pe care a pictat-o în diferite anotimpuri. În „Inundația de primăvară” (1897), trunchiurile albe subțiri curbate, lipsite de frunziș, se reflectă în apele lăsate de zăpezile care se topesc din munții din apropiere. Birch Grove (1885-89), o altă scenă de primăvară, cu lumina soarelui pătată și punct de vedere scăzut, a fost pictată într-un stil impresionist. „Toamna de Aur” (1895) arată o crâng de mesteacăn de toamnă cu frunziș portocaliu și galben sub un cer cu dungi de nori, care se reflectă într-un râu albastru închis care se învârte din dreapta jos a cadrului. Levitan a pictat nu numai copacii, ci și lumina în sine, iluminându-i, iar acest lucru a fost cel mai evident într-un tablou precum Moonlit Night: Main Road (1897), unde două rânduri de mesteceni se întind pe un drum drept în lumina lunii. Trunchiurile albe strălucesc prin lumina lunii împotriva frunzelor și câmpurilor întunecate. Abilitatea sa de a capta diferitele calități ale luminii a fost comparată cu Claude Monet, dar este puțin probabil ca el să fi folosit opera lui Monet ca model al său.
Un asteroid - 3566 Levitan - descoperit de astronomul sovietic Liudmila Juravliova în 1979, îi poartă numele.

## Galerie

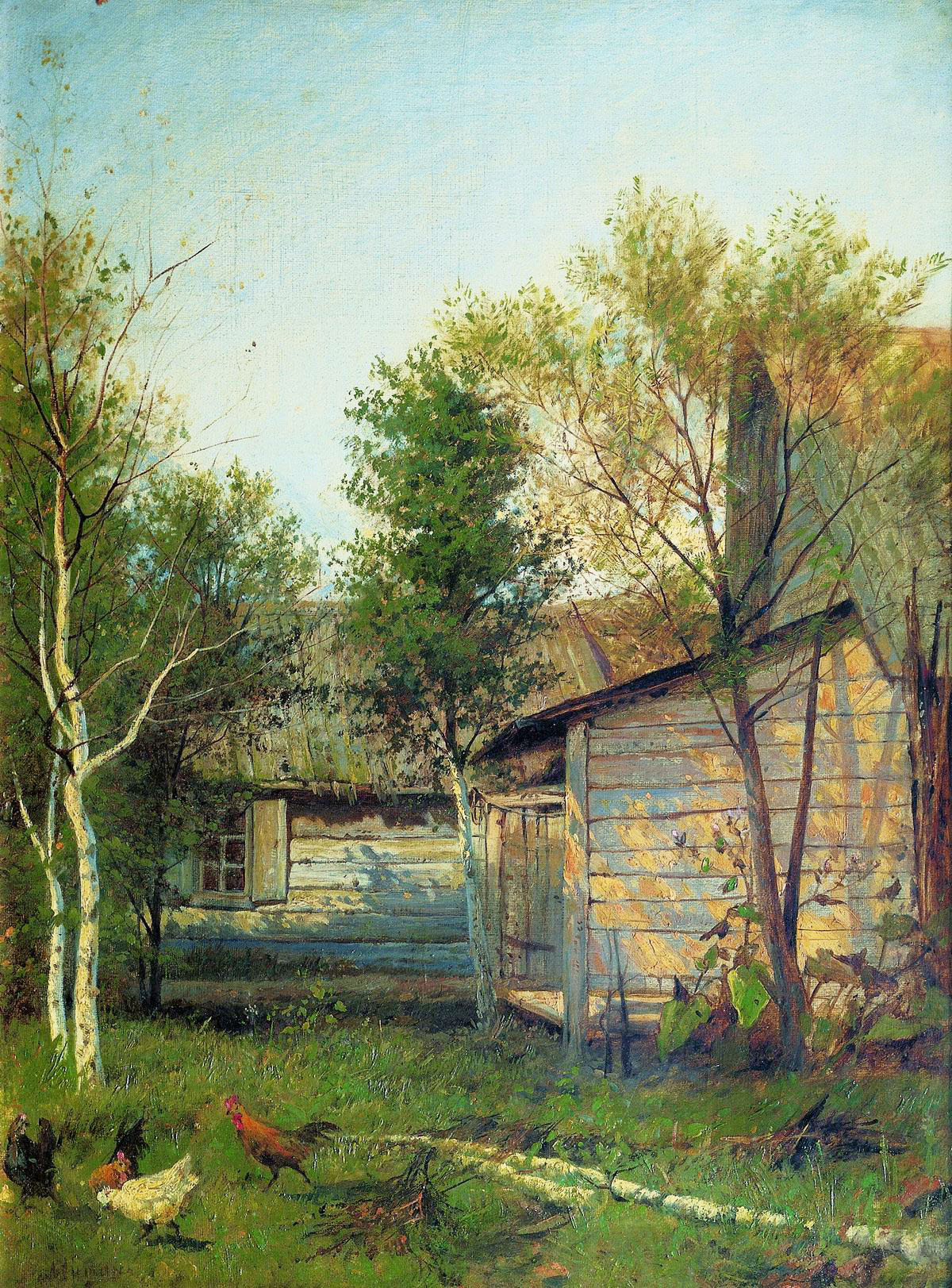
Zi însorită (1876)
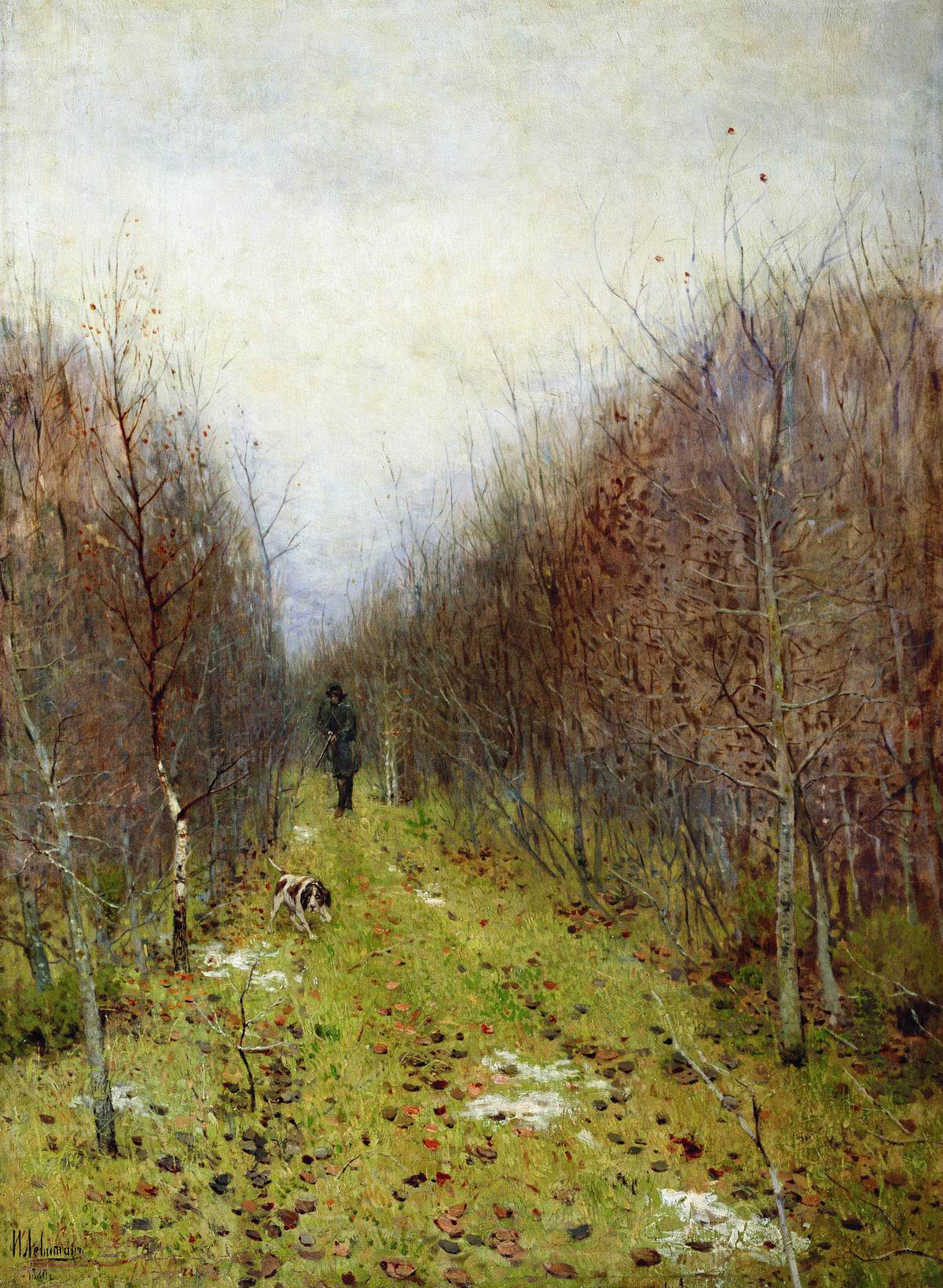
Peisaj de toamnă (1880)
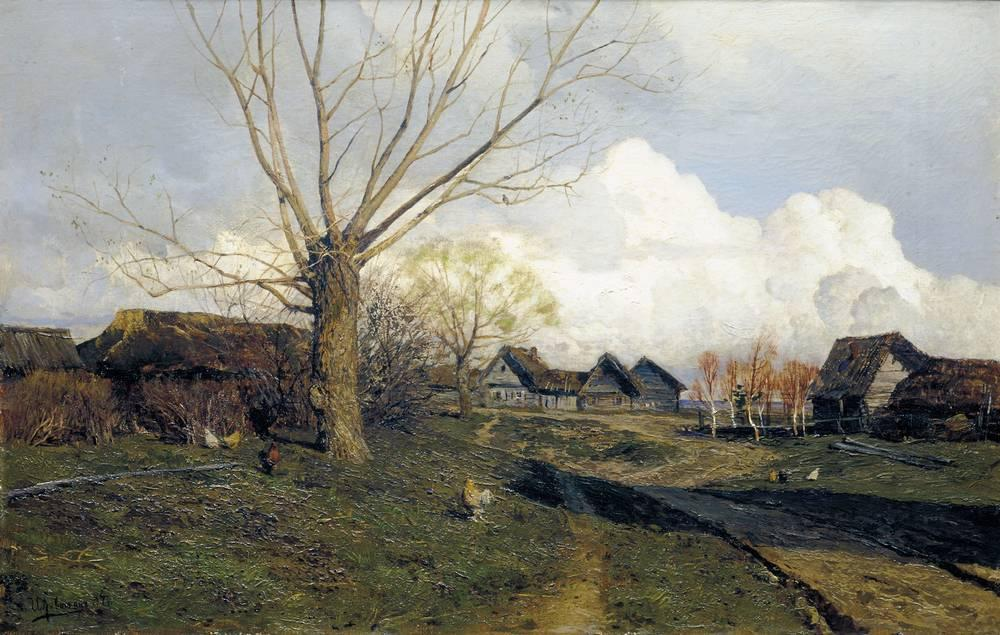
Suburbia Savvinsky lângă Svenigorod  (1884)
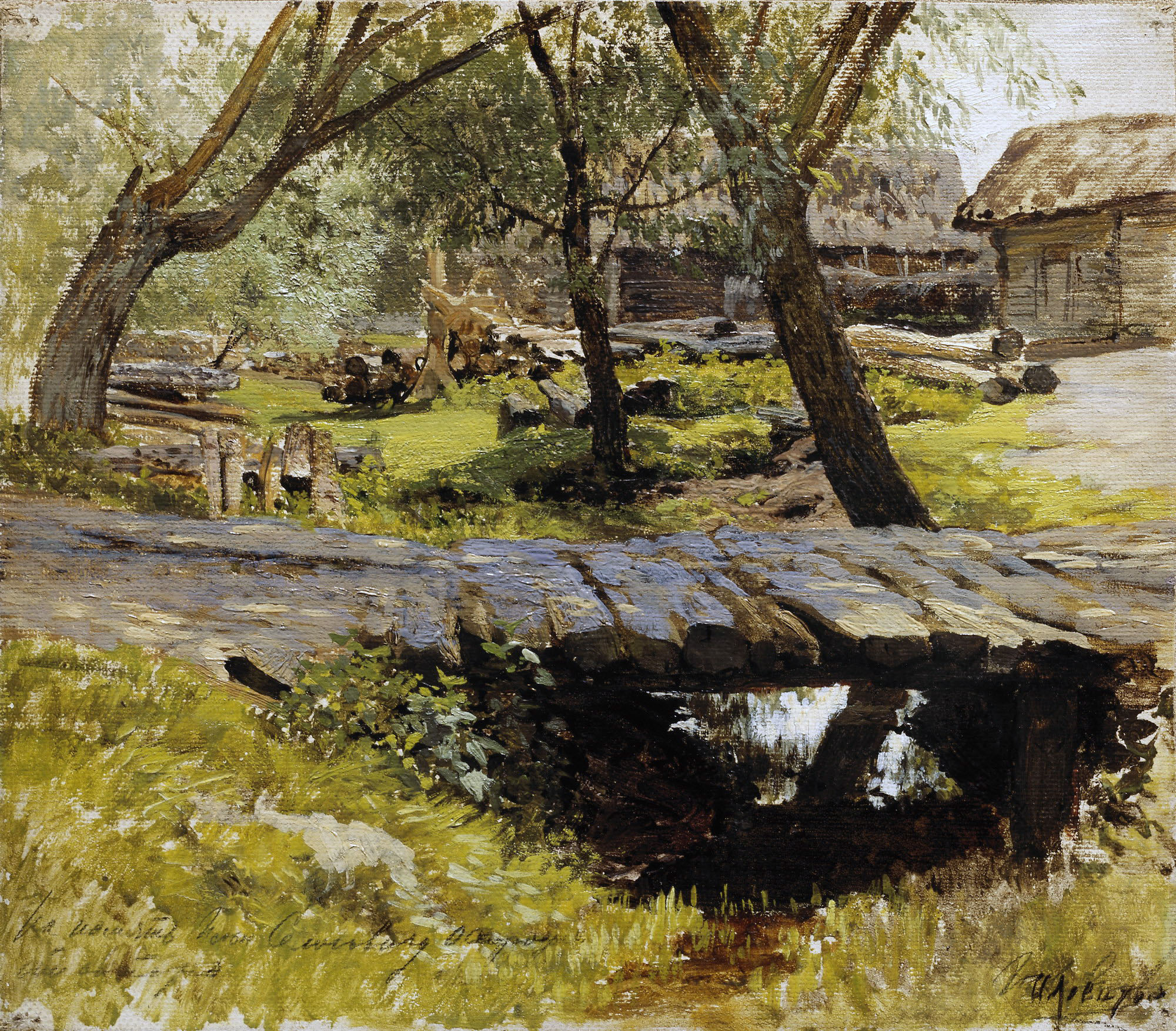
Pod. Suburbia Savvinsky.
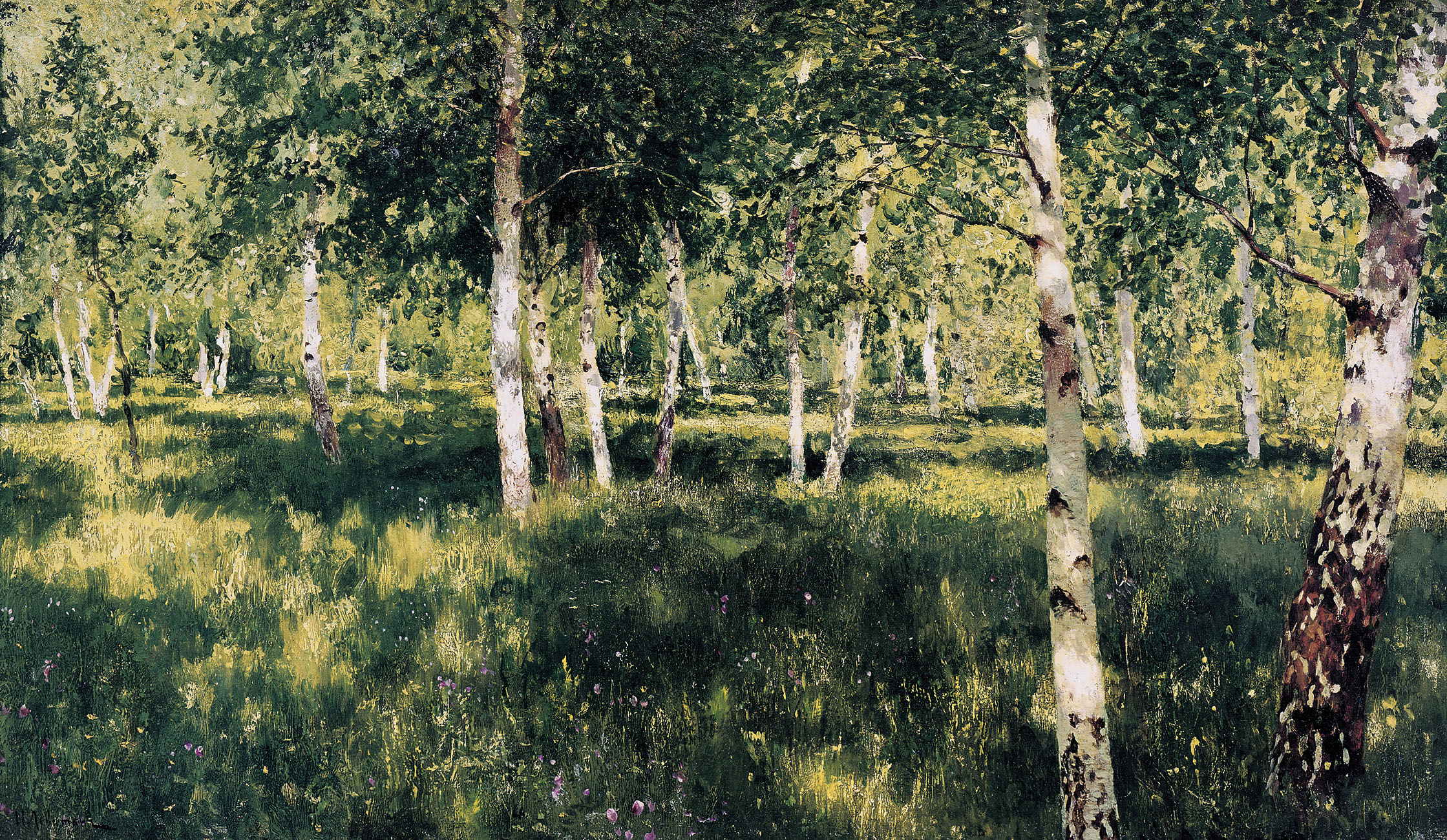
Pădure de mesteacăn (1885-1889)
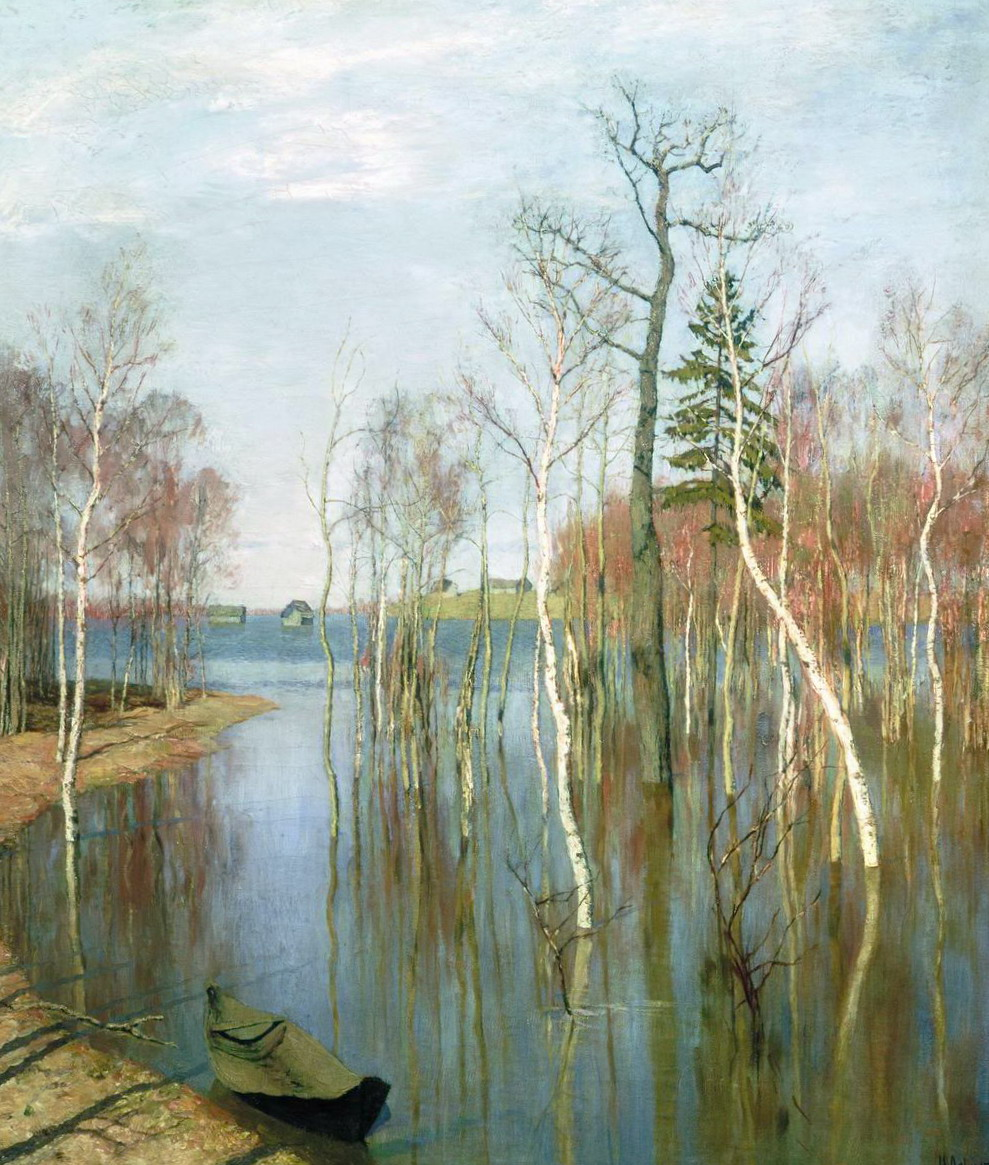
Primăvară, apă înaltă
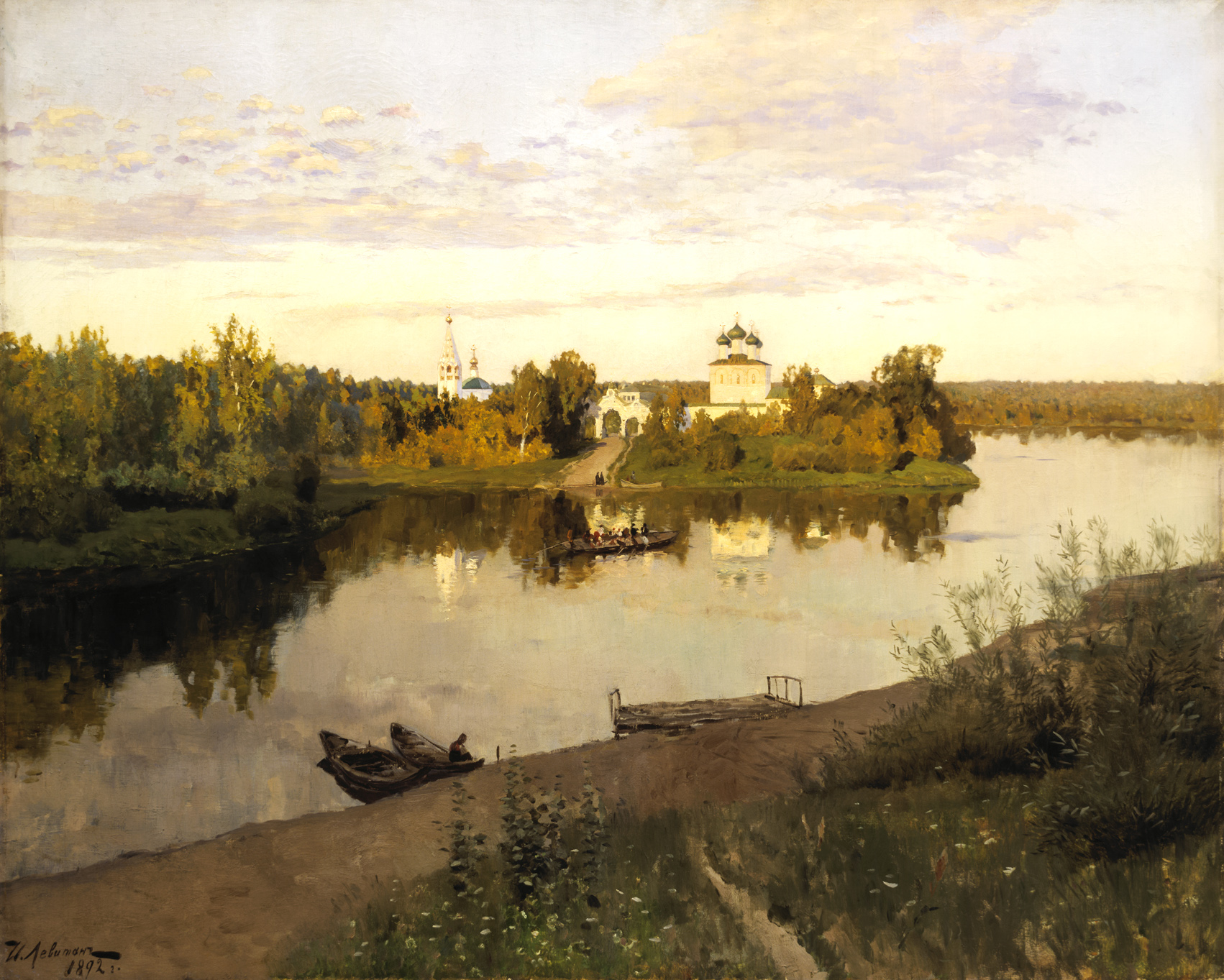
Clopote de seară (1892)
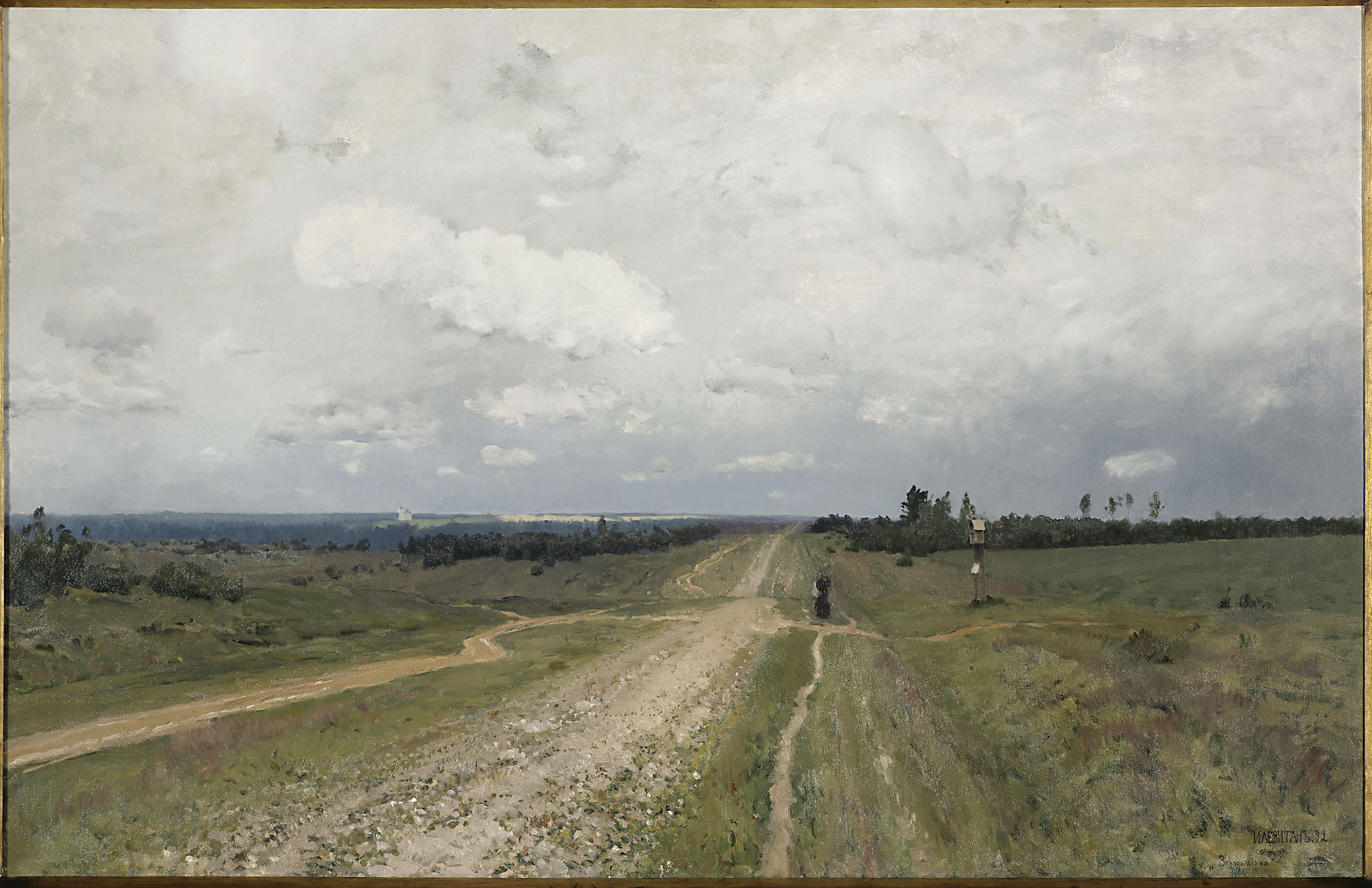
Autostrada Vladimir-Vladimirka, 1892
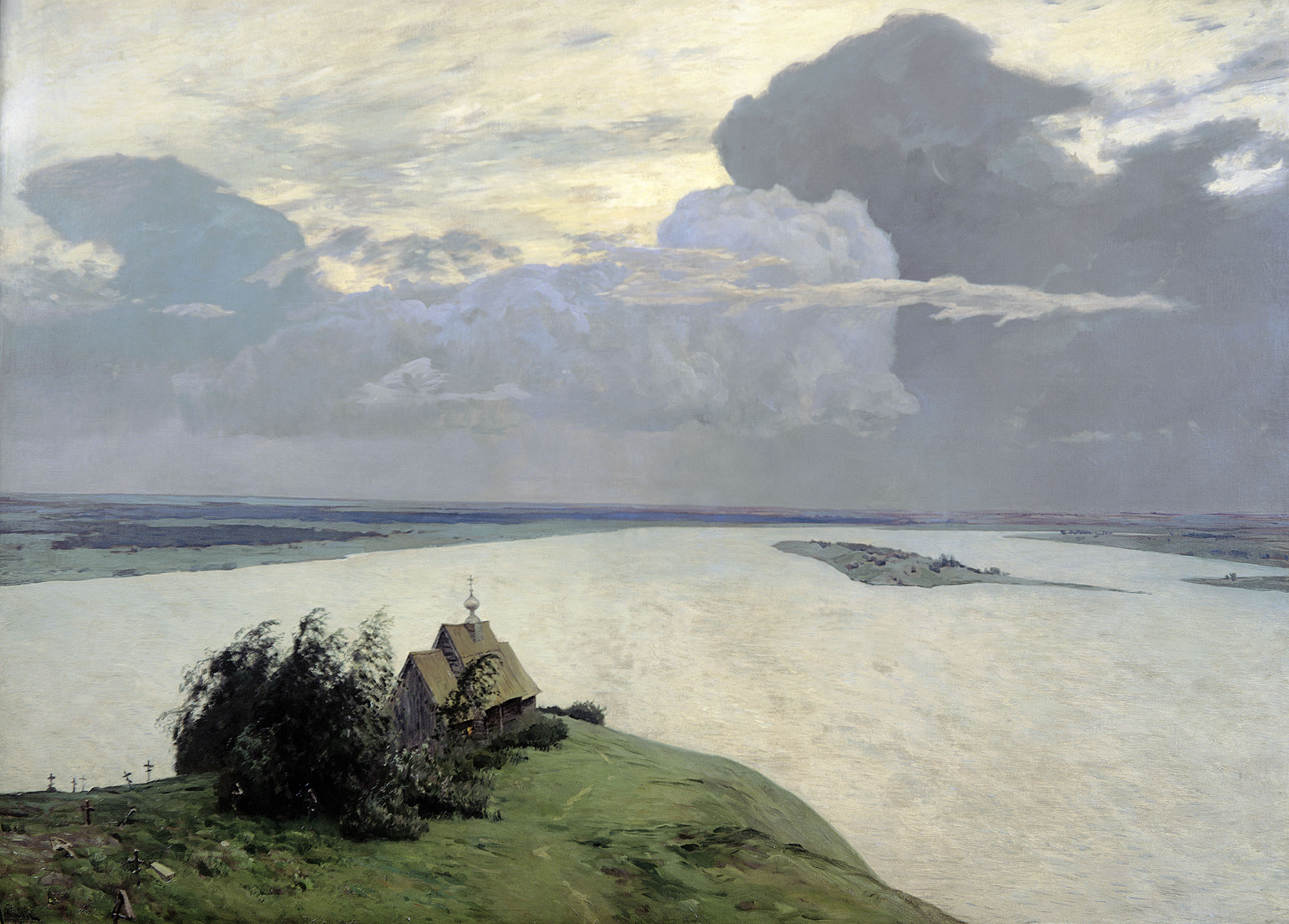
Peste Pacea Eternă (1894)
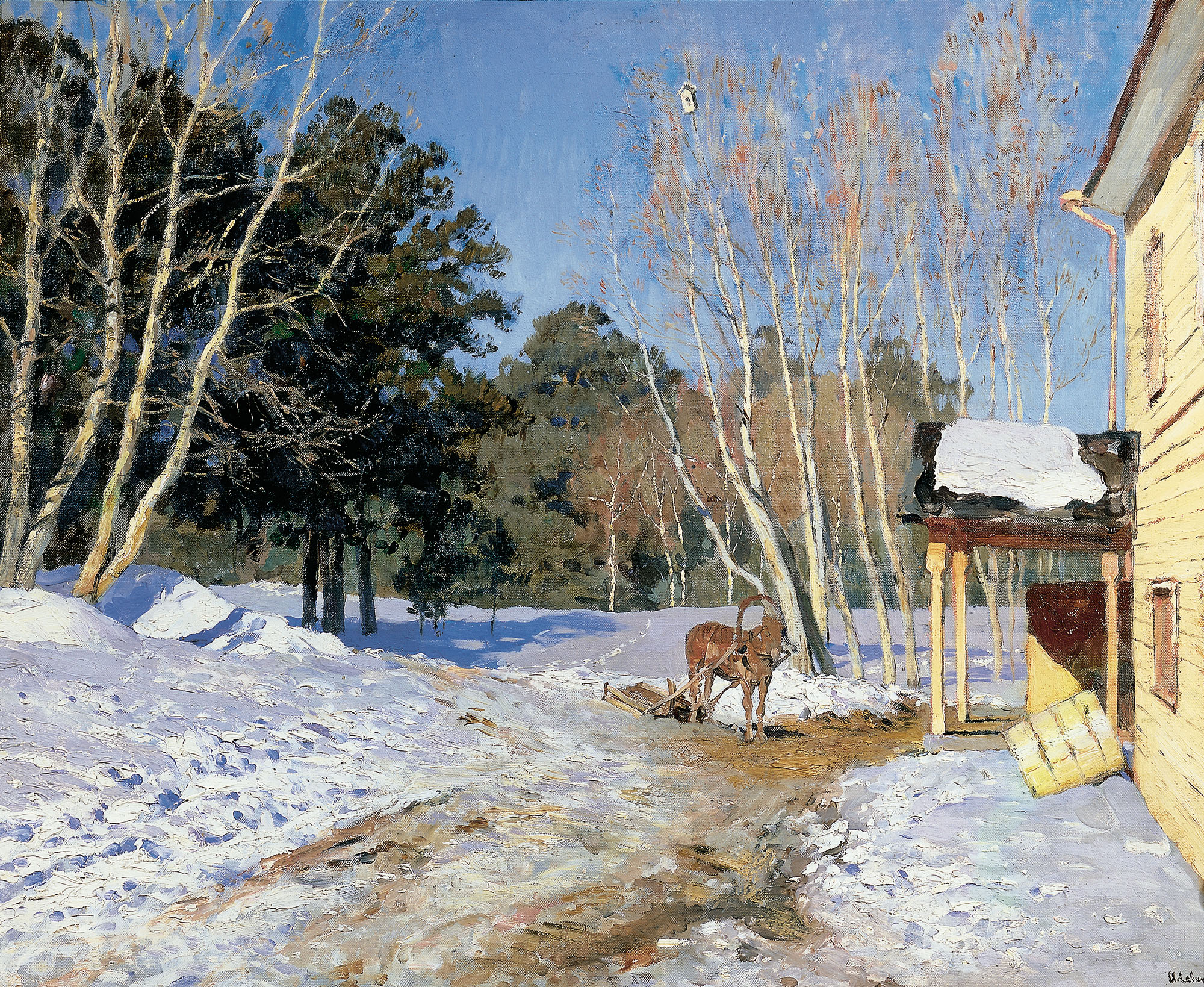
Martie (1895)
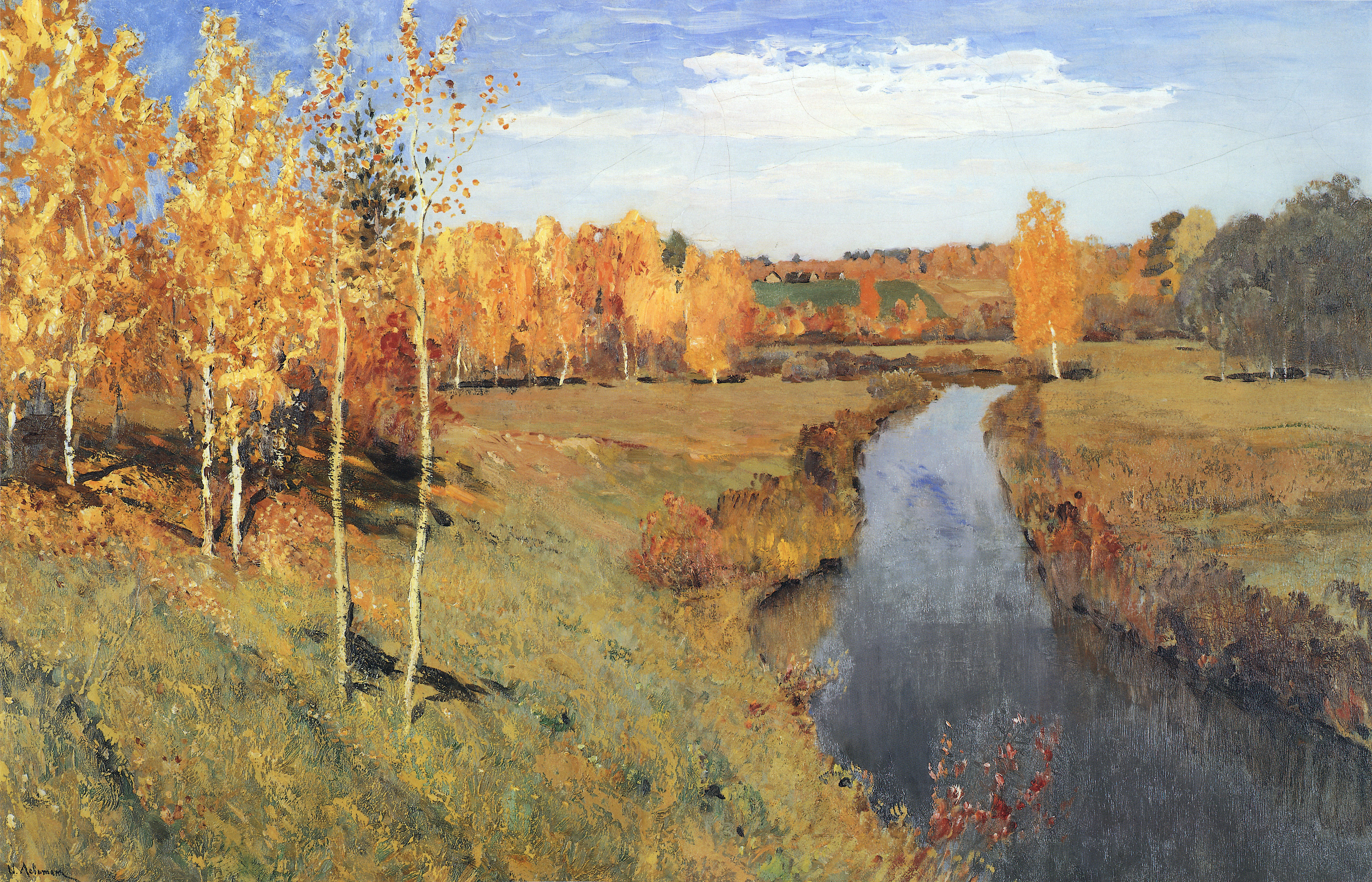
Toamna de Aur (1895)
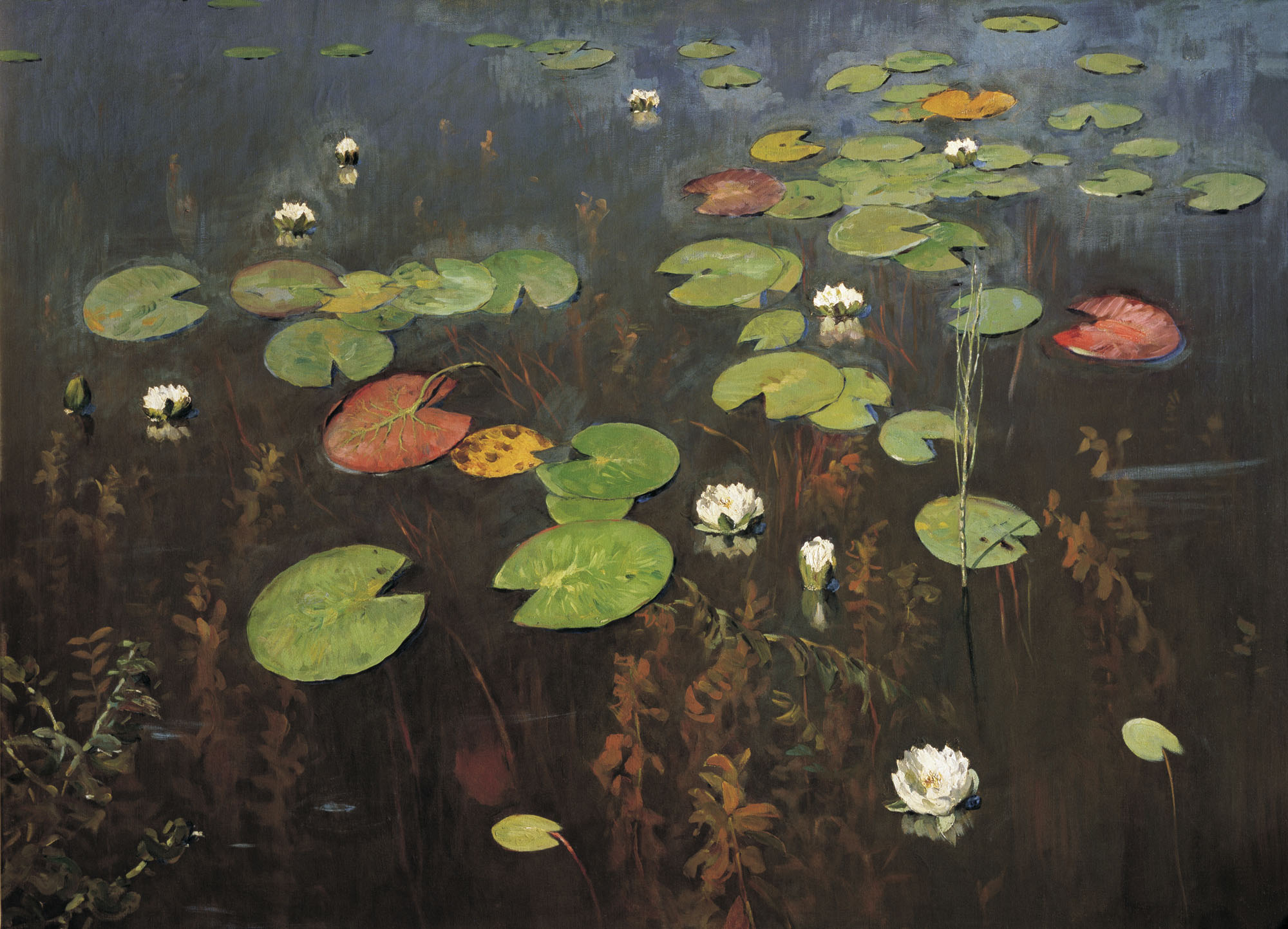
Nuferi (1895)
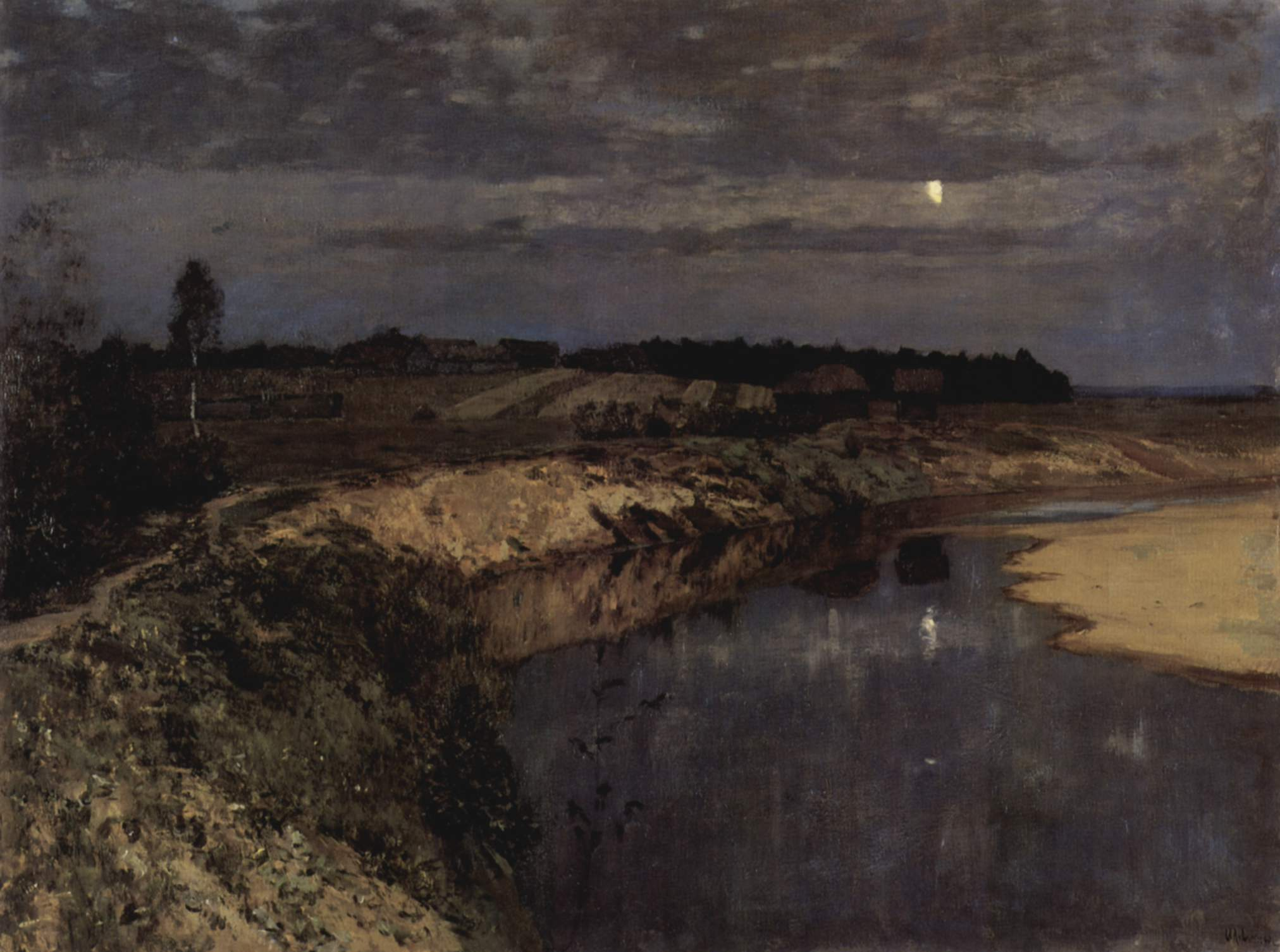
Tăcere (1898)
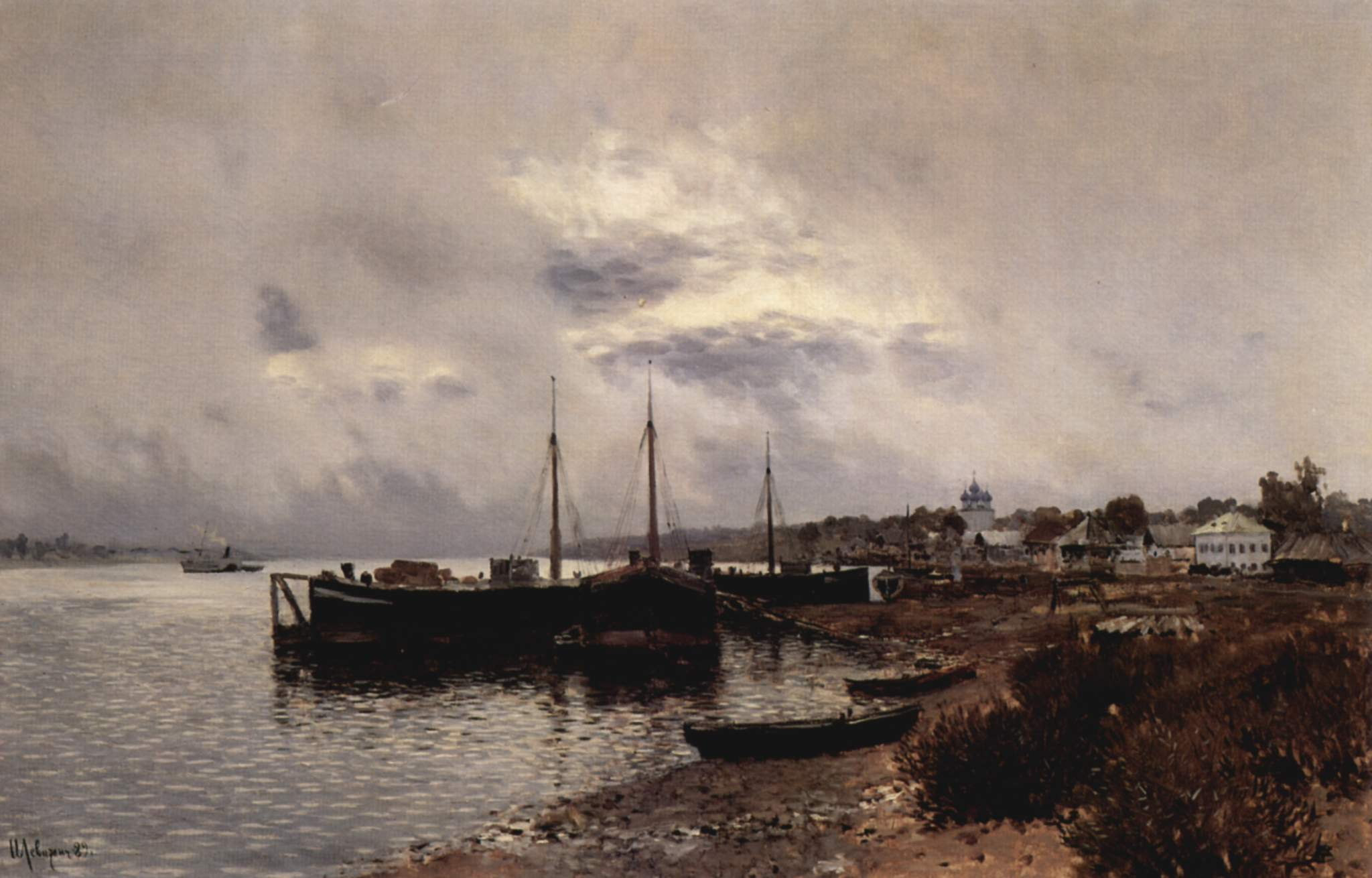
Plyos (1889)
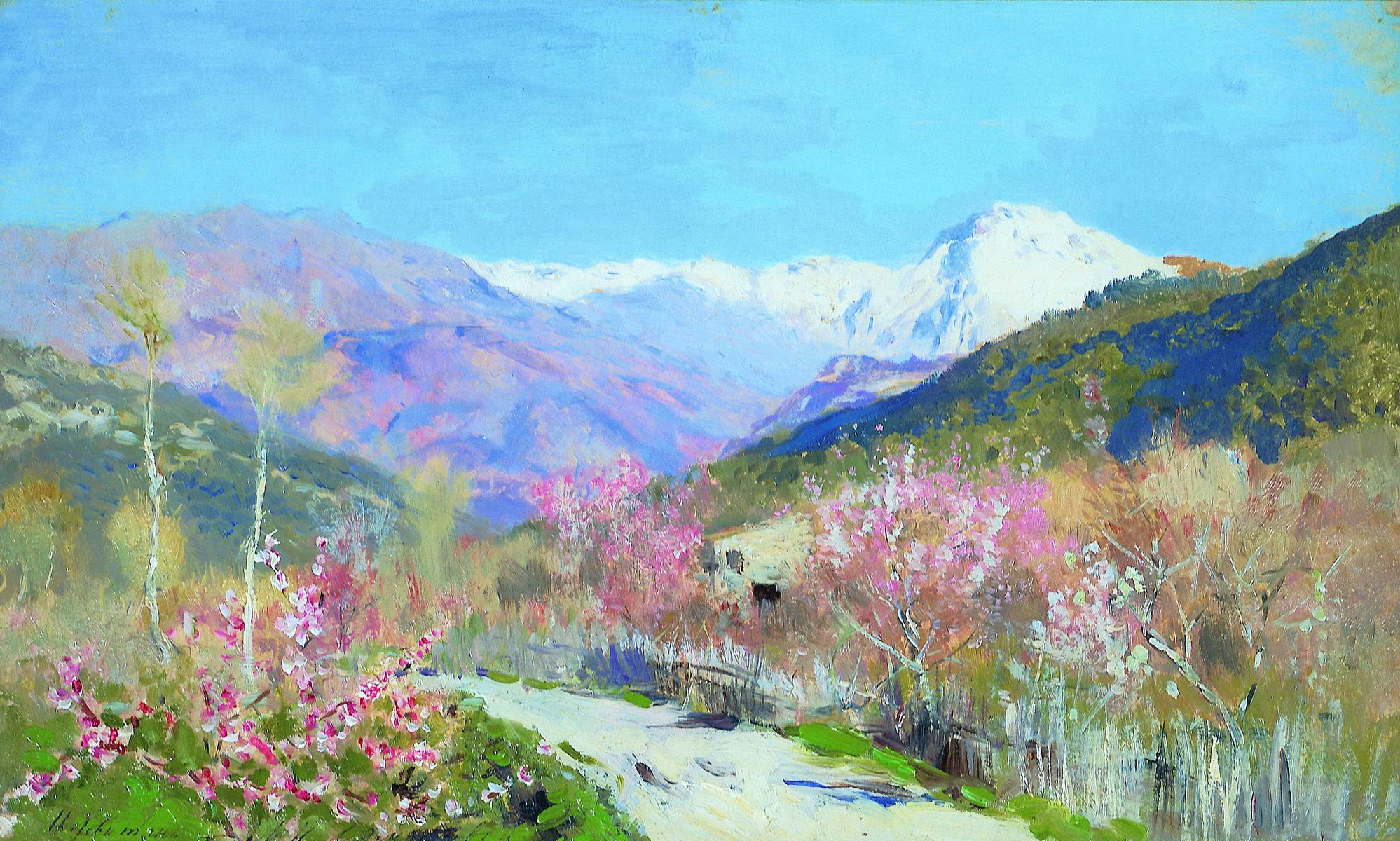
Primăvara în Italia (1890)
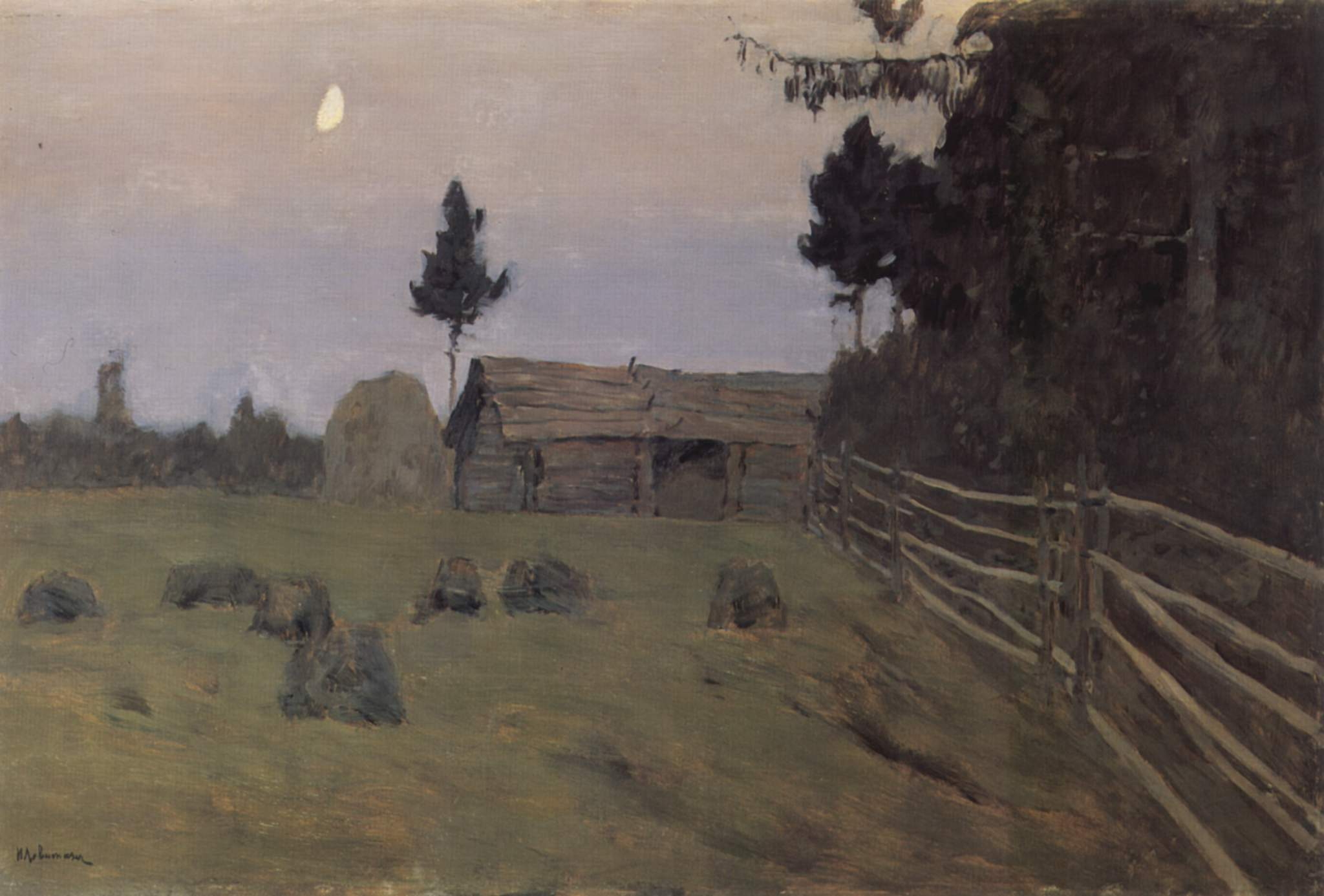
Amurg (1900)

## Legături externe
- Opere de sau despre Isaac Levitan la Internet Archive
- Official Isaak Levitan web-site
- Lucrări de Levitan la Galeria de Artă Rusă
- Levitan la MuseumSyndicate Arhivat în 11 februarie 2021, la Wayback Machine.
- Tears... again these bitter tears… Arhivat în 20 septembrie 2020, la Wayback Machine.  Isaac Levitan la Galeria Tanais